# David Huddleston (Turner)
David Huddleston (* 9. August 2000 in Den Haag, Niederlande) ist ein bulgarischer Turner.

## Karriere
David Huddleston wurde in der niederländischen Stadt Den Haag als Sohn einer bulgarischen Mutter und eines US-amerikanischen Vaters geboren. Huddleston lebte in der Karibik, den Vereinigten Staaten und in Bulgarien. Als Kind erhielt er hauptsächlich Fernunterricht.
Im Alter von drei Jahren turnte Huddleston erstmals in der Karibik. 2008 in Bulgarien begann er den Sport ernsthaft zu betreiben und konnte später bei den Turn-Europameisterschaften 2020 teilnehmen. Dort wurde er am Barren Achter. Bei den Olympischen Sommerspielen 2020, die 2021 ausgetragen wurden, war Huddleston der einzige Turner aus Bulgarien. Sein bestes Resultat waren zwei 59. Plätze im Einzelmehrkampf sowie im Wettkampf am Barren.
Huddleston hat eine ältere Schwester, Veselina, sowie einen jüngeren Bruder, Matey.